# Liste von Pre-College Ausbildungsinstituten
Eine Liste von bekannten Hochschulen, Konservatorien und Musikschulen mit einem Pre-College (Frühförder-)Programm: ein Ausbildungszentrum für musikalisch begabte Kinder und Jugendliche, die während ihrer Schulzeit gefördert werden. Eine Liste von Musikhochschulen und Konservatorien findet sich unter Musikhochschule.

## Frankreich
- Conservatoire National de Région de Paris
- Maîtrise Notre Dame de Paris
- We We Merci Francois de Louve

## Deutschland
- Hochschule für Musik und Theater Rostock, Young Academy Rostock (YARO) – internationales Zentrum für musikalische Frühförderung
- Dr. Hoch’s Konservatorium – Musikakademie, Frankfurt am Main (Pre-College-Frankfurt)
- Hochschule für Musik Karlsruhe (PreCollege)
- Hochschule für Musik und Tanz Köln, Köln (Pre-College-Cologne)
- Hochschule für Musik und Darstellende Kunst Mannheim (Netzwerk Amadé)
- Hochschule für Musik Würzburg (PreCollege); in Kooperation mit dem musischen Matthias-Grünewald-Gymnasium Würzburg wurde im März 2019 das "Zentrum für musikalische Exzellenzförderung Würzburg" gegründet.
- FMW Frankfurter Musikwerkstatt – staatlich anerkannte Musikakademie (Vorstudium)
- Internationale Musikakademie Anton Rubinstein, Düsseldorf-Berlin

## Österreich
- Pre-College Salzburg der Universität Mozarteum
- Vorarlberger Landeskonservatorium (Künstlerisches Basisstudium)
- Hochbegabtenkurs der Universität für Musik und darstellende Kunst Wien

## Schweiz
- PreCollege der Musik-Akademie Basel
- PreCollege Musik der Zürcher Hochschule der Künste
- Swiss Jazz School, Bern (PreCollege SJS)
- PreCollege MKZ, Zürich

## Russland
- Gnessin-Institut Moskau

## Schweden
- Södra Latins Gymnasium

## Serbien
- Josip Štolcer-Slavenski, Belgrad
- Miodrag Vasiljević Musikschule, Kosovska Mitrovica
- Stevan Hristić Musikschule, Kruševac

## Vereinigtes Königreich
- Chetham’s School of Music
- Purcell School
- St. Mary’s Music School
- Wells Cathedral School
- Yehudi Menuhin School

## Vereinigte Staaten
- Autry Music Institute
- Idyllwild Arts Academy
- Interlochen Arts Academy
- Juilliard School
- Manhattan School of Music Precollege Division
- High School of the University of North Carlina School of the Arts
- Walnut Hill School